# Championnats d'Europe de char à voile 1996
Navigation
1995 1997
Les 34e championnats d'Europe de char à voile 1996, organisés par le pays hôte sous l'égide de la fédération internationale du char à voile, se sont déroulés à Asnelles dans le département du Calvados en France,.

## Podium
| Épreuve         | Or                     | Argent          | Bronze       |
| --------------- | ---------------------- | --------------- | ------------ |
| Classe Standart | Jean Philippe Krischer | Paul Ganier     | Benoît Catry |
| Classe 2        | Peter Allemeersch      | Henri Demuysere | Johan Sobry  |
| Classe 3        | Hans Werner Eickstädt  | Egon Plovier    | Steve Borril |
| Classe 5        | Tadeg Normand          | Michel Jacq     | Brice Petit  |

## Tableau des médailles par nation
| Rang | Nation      | Or | Argent | Bronze | Total |
| ---- | ----------- | -- | ------ | ------ | ----- |
| 1    | France      | 2  | 2      | 2      | 6     |
| 1    | Belgique    | 1  | 2      | 1      | 4     |
| 1    | Allemagne   | 1  | -      | -      | 1     |
| 4    | Royaume-Uni | -  | -      | 1      | 1     |